# Жабинський Леонід Андрійович
Леоні́д Андрі́йович Жаби́нський (11 червня 1928, Рябці — 31 січня 2002, Київ) — український художник; член Спілки радянських художників України з 1978 року.

## Життєпис
Народився 11 червня 1928 року в селі Рябцях (нині Чернігівський район Чернігівської області, Україна). 1949 року закінчив Київське училище прикладного мистецтва.
Протягом 1953—1954 років працював декоратором у Київському театрі російської драми імені Лесі Українки; з 1954 по 1974 рік (з перервами) — у Художньому фонді Української РСР. 1967 року закінчив Київський художній інститут, де навчався у Віктора Пузиркова, Карпа Трохименка, Іллі Штільмана, Сергія Подерв'янського.
З 1974 року — головний художник управління «Реклама», протягом 1976—1991 років року — в об'єднанні «Художник». Мешкав у Києві в будинку на Русанівській набережній, № 8, квартира № 182 та у будинку на бульварі Давидова, № 20/1 квартира № 136. Помер у Києві 31 січня 2002 року.

## Творчість
Працював у галузях станкового живопису і станкової графіки. Писав сюжетно-тематичні картини (на теми Другої світової війни, козаччини, мисливства), портрети, пейзажі, натюрморти. Серед робіт:
графіка
- «Весняне мереживо» (1975);

живопис
- «Перший день війни» (1964);
- «Піони» (1968);
- «Чернігівщина» (1969);
- «У батьківській хаті» (1969);
- «Партизани» (1970);
- «Дружина» (1970);
- «Дівчина» (1971);
- «На штрафній лаві» (1971);
- «Весняний день» (1972);
- «Хліб» (1973);
- «Море» (1973);
- «Дороги батьків. 1941 рік» (1973);
- «Хранителі природи» (1977);
- «Зорі назустріч» (1977);
- «Материнство» (1979);
- «З розвідки» (1983);
- «Попереду — Київ» (1983);
- «Громовиця» (1989);
- «Весняна сюїта. Тетерева» (1989);
- «Мати» (1989);
- «Сватання» (1990-ті);
- «Ой літа орел, літа сизий» (1991);
- «Натюрморт із кавуном» (1991);
- «Осінь» (1993);
- диптих «За життя» (1993);
- «Журба» (1995);
- «Матінко рідненька» (1996);
- «Помста козацька» (1996);
- «Автопортрет» (1998); диптих «За життя» (1993);
- диптих «Мисливські натюрморти» (1999).

автор діорам
- «Полісся» та «Наддніпрянщина» (1975—1976, Олевський краєзнавчий музей);
- «Примусове вивезення населення Первомайська до Німеччини» (1979—1980, Первомайський краєзнавчий музей);
- «Трагедія у селі Копище» (1980—1981, музей у селі Словечному Коростенському районі Житомирської області);
- «Озеро Світязь» і «Подвиг заступника політрука 7-ї застави Василя Петрова» (1985, Волинський краєзнавчий музей)[5].

Брав участь у республіканських мистецьких виставках з 1970 року.
Окремі роботи художника зберігаються у музеях України, у приватних зібраннях Ізраїлю, Німеччини, Польщі, Росії, України, Канади, Англії та Франції.